# Snoppmätartävling
Snoppmätartävling är ett begrepp som används för pojkars jämförelser och skryt, till exempel vilket företags videospelskonsol som är bäst.
Uttrycket kommer från skolpojkars påstådda snoppmätning i omklädningsrummet efter skolgymnastiken. Den som har längst snopp vinner.
En skönlitterär skildring av fenomenet förekommer i dagboksromanen Berts första betraktelser från 1989, där Bert går i 6:an. 5:orna får bara vara med och heja. Vid kassettinläsningen av Berts betraktelser 1993 spelades även en sång av den fiktiva pop/rockgruppen Heman Hunters på temat vid namn Snoppmätartävling in, på kassetten för månaden mars.